# Крамаренко, Алексей Иванович
Алексе́й Ива́нович Крамаре́нко (17 марта 1882, Елисаветград — февраль 1943, Харьков) — украинский националист, бургомистр Харькова во время Великой Отечественной войны.

## Биография
В 1910—1931 годах был главным инженером на предприятиях силикатной, газовой и угольной промышленности, в частности на Будянском заводе. С 1931 г. А. И. Крамаренко работал в вузах Каменец-Подольского и Харькова. Последняя должность перед войной — профессор Харьковского технологического института. Был женат, имел двух детей.
После того, как в октябре 1941 советские войска оставили Харьков, назначен бургомистром города. Реальной власти не имел — в городе боролись друг с другом за власть группировки сторонников Бандеры и Мельника, большое влияние имел начальник полиции мельниковец Б. И. Конык (позднее служил в дивизии СС «Галичина»).
В 15—16 декабря 1941 началось массовое уничтожение евреев Харькова. Бургомистр Крамаренко докладывал: «за два дня выселено 8547 евреев, в результате чего освободилось 58129 квадратных метров жилой площади». Украинская городская управа вселила 1700 семей своих сторонников в опустевшие квартиры евреев.
9 марта 1942 вышел приказ № 24/5-6, который подписали Крамаренко и его заместитель Л. Э. Кублицкий-Пиоттух (в некоторых публикациях фамилия неверно указывается как Пиотих), где говорилось:

«Уже майже чотири з половиною місяці минуло з того моменту, як могутньою зброєю непереможної Німецької Армії наше місто було визволене від жидівсько-більшовицької зграї гнобителів українського народу.
П’ятий місяць уже над вільним містом поруч з переможним Германським прапором майорить наш рідний жовто-блакитний український прапор як символ нового життя, нового відродження нашої неньки-батьківщини.
Але на великий жаль і сором до всіх нас українців ще й досі залишається де-не-де ганебна більшовицька спадщина.
З великим соромом до всіх нас та з цілком зрозумілим гнівом українського людства трапляється чути по деяких установах, навіть у районових управах, розмови російською мовою з боку урядовців, які нібито соромляться своєї рідної мови.
Сором за це тим, хто стає вільним громадянином звільненої батьківщини.
Ганьба і не місце з нами тим, хто цурається своєї рідної мови.
Ми не припустимо, цього не мусить бути. Тому наказую категорично заборонити далі будь кому з урядовців розмову російською мовою в службовий час в установі.»

Перевод:
«Прошло четыре с половиной месяца с того момента, как мощным оружием непобедимой Немецкой армии наш город был освобождён от иудейско-большевистской своры поработителей украинского народа.

Уже пятый месяц над свободным городом рядом с победоносным германским знаменем развевается наше родное жёлто-голубое украинское знамя как символ новой жизни, нового возрождения нашей матушки-родины. Однако, к большому сожалению и стыду для всех нас — украинцев, всё ещё остаётся кое-где позорное большевистское наследие. К большому стыду для всех нас, и к вполне понятному гневу украинского населения, приходится слышать в некоторых учреждениях, даже в районных управах, разговоры на русском языке со стороны представителей власти, которые чуть ли не стыдятся своего родного языка. Позор за это тем, кто становится свободным гражданином освобождённой родины. Позор и не место с нами тем, кто брезгует своим родным языком. Мы этого не допустим, этого не должно быть. Поэтому приказываю категорически запретить в дальнейшем кому-либо из представителей власти разговоры на русском языке в рабочее время в учреждениях».
Во исполнение данного приказа позднее также была запрещена деловая переписка на русском языке.
Содействовал учреждению в Харькове украинской автокефальной церкви во главе с митрополитом Феофилом. Оказывал покровительство националистически настроенным писателям, в том числе А. Любченко и В. Домонтовичу (последний оказался советским разведчиком).
Административными качествами Крамаренко не обладал, поэтому и при немцах не сумел справиться с управлением города, несмотря на то, что ему «в помощь» назначили нескольких заместителей, а 22 января 1942 повысили статус до обер-бургомистра (раньше эту должность занимал немецкий полковник Петерскнотте).
В конце апреля 1942 освобождён от должности, в январе 1943 года арестован и без особого шума казнён в феврале того же года. Новым обер-бургомистром был назначен его бывший заместитель адвокат Александр Платонович Семененко (позднее бежавший в США), а в последний период оккупации эту должность занимал Павел Козакевич (профессор физической химии).